# Quittebeuf
Quittebeuf és un municipi francès situat al departament de l'Eure i a la regió de Normandia. L'any 2007 tenia 607 habitants.

## Demografia

### Població
El 2007 la població de fet de Quittebeuf era de 607 persones. Hi havia 227 famílies de les quals 36 eren unipersonals (12 homes vivint sols i 24 dones vivint soles), 81 parelles sense fills i 110 parelles amb fills.
La població ha evolucionat segons el següent gràfic:
Habitants censats

### Habitatges
El 2007 hi havia 235 habitatges, 228 eren l'habitatge principal de la família, 6 eren segones residències i 1 estava desocupat. 233 eren cases i 2 eren apartaments. Dels 228 habitatges principals, 196 estaven ocupats pels seus propietaris i 32 estaven llogats i ocupats pels llogaters; 4 tenien dues cambres, 25 en tenien tres, 58 en tenien quatre i 140 en tenien cinc o més. 194 habitatges disposaven pel capbaix d'una plaça de pàrquing. A 86 habitatges hi havia un automòbil i a 135 n'hi havia dos o més.

### Piràmide de població
La piràmide de població per edats i sexe el 2009 era:
| Homes | Edats   | Dones |
| ----- | ------- | ----- |
| 0     | 95 o +  | 0     |
| 0     | 90 a 94 | 0     |
| 0     | 85 a 89 | 12    |
| 0     | 80 a 84 | 0     |
| 0     | 75 a 79 | 0     |
| 8     | 70 a 74 | 8     |
| 20    | 65 a 69 | 16    |
| 16    | 60 a 64 | 4     |
| 12    | 55 a 59 | 16    |
| 24    | 50 a 54 | 24    |
| 16    | 45 a 49 | 8     |
| 24    | 40 a 44 | 24    |
| 32    | 35 a 39 | 28    |
| 16    | 30 a 34 | 24    |
| 12    | 25 a 29 | 8     |
| 16    | 20 a 24 | 0     |
| 24    | 15 a 19 | 8     |
| 20    | 10 a 14 | 28    |
| 24    | 5 a 9   | 20    |
| 16    | 0 a 4   | 8     |

## Economia
El 2007 la població en edat de treballar era de 404 persones, 340 eren actives i 64 eren inactives. De les 340 persones actives 307 estaven ocupades (165 homes i 142 dones) i 32 estaven aturades (14 homes i 18 dones). De les 64 persones inactives 23 estaven jubilades, 20 estaven estudiant i 21 estaven classificades com a «altres inactius».

### Ingressos
El 2009 a Quittebeuf hi havia 229 unitats fiscals que integraven 607 persones, la mediana anual d'ingressos fiscals per persona era de 19.571 €.

### Activitats econòmiques
Dels 24 establiments que hi havia el 2007, 2 eren d'empreses extractives, 1 d'una empresa alimentària, 1 d'una empresa de fabricació d'elements pel transport, 2 d'empreses de fabricació d'altres productes industrials, 4 d'empreses de construcció, 7 d'empreses de comerç i reparació d'automòbils, 1 d'una empresa de transport, 1 d'una empresa d'hostatgeria i restauració, 1 d'una empresa financera, 1 d'una empresa immobiliària, 2 d'empreses de serveis i 1 d'una empresa classificada com a «altres activitats de serveis».
Dels 5 establiments de servei als particulars que hi havia el 2009, 1 era una oficina de correu, 2 guixaires pintors, 1 fusteria i 1 perruqueria.
L'únic establiment comercial que hi havia el 2009 era una fleca.
L'any 2000 a Quittebeuf hi havia 7 explotacions agrícoles que ocupaven un total de 560 hectàrees.

## Equipaments sanitaris i escolars
El 2009 hi havia una escola elemental integrada dins d'un grup escolar amb les comunes properes formant una escola dispersa.

## Poblacions més properes
El següent diagrama mostra les poblacions més properes.